# Gaspard Proust
Pour les articles homonymes, voir Proust (homonymie).
 (septembre 2023).
Gaspard Proust, nom de scène de Gašper Pust, né le 30 juin 1976 à Novo mesto (Yougoslavie), est un acteur et humoriste slovéno-suisse.

## Biographie

### Jeunesse, formation et débuts
Le père de Gašper Pust est un commercial dans le BTP puis le gaz naturel, expatrié en Algérie en raison d'accords avec la Yougoslavie, et qui a la nationalité suisse. Sa mère a des origines suisses. Il serait petit-fils par son père d'une rescapée de Ravensbrück ainsi que d'un enrôlé de force dans l'armée allemande.
Gašper Pust naît et grandit en Yougoslavie, puis suit son père en Algérie où il vit douze ans. Il y fréquente l'école primaire française d'Hydra, dans une atmosphère « à la Camus, mais pour de vrai ».
En 1994, à la suite des attentats qui secouent Alger, il quitte le pays pour Aix-en-Provence où il finit sa terminale C dans une institution catholique. Lors de son service militaire, probablement en Suisse, il se fait réformer après dix jours passés dans l'armée de terre.
Il sort diplômé de la Faculté des hautes études commerciales de l'université de Lausanne et devient conseiller en gestion de patrimoine en Suisse en 2000,,. Il se rend compte qu'il s'ennuie à la suite d'un important bonus perçu, ne voyant pas de finalité intéressante à ce travail qui n'est motivé que par l'argent. Il se sent alors très loin de lui-même. Il démissionne et part s'installer dans les Alpes, à Chamonix, pour s'adonner à l'alpinisme. Il se met ensuite à l'écriture de textes humoristiques et débute sur scène en Suisse, puis à Paris.

### Carrière artistique
Gašper Pust adopte alors comme nom de scène Gaspard Proust (en référence à l'écrivain Marcel Proust), qui déforme à peine son nom de naissance, car, comme il le dit lui-même, « Je voulais être sûr qu'on le prononce bien » ; cependant, il n'éprouvait pas d'admiration particulière pour l'écrivain.
En février 2007, il joue un spectacle intitulé Sous-développé affectif à La (Petite) Loge . La même année, il reçoit le prix du jury du Marathon du rire de Paris, le prix du Public et le prix SACD du Festival Top In Humour.
En 2008, il obtient le prix du jury du festival d'humour de Rocquencourt et du festival du rire de Villeneuve-sur-Lot. Il obtient également le premier prix du festival Juste pour rire de Nantes, et le prix « Paris fait sa comédie ». Le patron du Caveau de la République lui ouvre une première grande porte ; Laurent Ruquier le remarque et décide de le produire. Entre 2009 et 2012, il participe de temps en temps, notamment via des critiques littéraires, à l'émission de Laurent Ruquier, On va s'gêner sur Europe 1,.
Il tient à partir d'avril 2012 une chronique hebdomadaire sur Le Point.fr : « L'espace délation de Gaspard Proust ». De septembre 2012 à juin 2015, il succède à Stéphane Guillon dans l'émission Salut les Terriens !, le talk-show de Thierry Ardisson sur Canal+.
En 2011, il présente son spectacle Gaspard Proust tapine au théâtre du Rond-Point puis au théâtre du Châtelet (une première pour un humoriste) en 2012, au théâtre Montparnasse fin 2013 et enfin au théâtre de la Madeleine en 2014.
En 2012, il a le rôle principal dans le film L'amour dure trois ans de Frédéric Beigbeder, adaptation cinématographique du roman du même nom. Gaspard Proust y interprète le personnage de Marc Marronnier.
En 2015, il est nommé aux Globes de Cristal dans la catégorie Meilleur One-Man-Show.
En 2016, il retrouve une nouvelle fois Frédéric Beigbeder qui lui donne la réplique principale dans son film L'Idéal. Proust y joue le rôle d'Octave Parango. Puis il revient avec un nouveau spectacle tout simplement intitulé Nouveau Spectacle, en tournée et au théâtre des Champs-Élysées à Paris à partir du 16 septembre 2016. Il repart sur les routes pour la tournée 2017 de ce spectacle, puis à Paris au théâtre Antoine de septembre à décembre 2017.
En 2018, il propose la nouvelle version de son Nouveau Spectacle en tournée et à Paris à l'Olympia, en décembre. Discret dans les médias et sur les réseaux sociaux, il remplit les salles avec un spectacle qui aborde « sans gêne, sans tabou, sans limites » tous les thèmes d'actualité.
En 2022, il rejoint Le Journal du dimanche, rédigeant chaque semaine un billet intitulé « Avec tout mon respect ».
Durant l'été 2022, Le Parisien annonce que l’humoriste suisse va rejoindre Europe 1 à la rentrée suivante pour une chronique hebdomadaire. Le 26 août 2022, la station du groupe Lagardère annonce avoir officiellement recruté Proust pour une carte blanche dans la matinale de Dimitri Pavlenko. Cette collaboration s'interrompt en juillet 2024. Entre-temps, en janvier 2023, il publie aux éditions Plon Mea Culpa, un recueil d'extraits de ses interventions.

### Rapports au monde politique
Fin 2019, l'hebdomadaire Le Point titre un article sur le fait que Gaspard Proust est un « humoriste qui a l'oreille du président Macron »,.
Le 22 mars 2022, il ouvre le meeting politique du « Grand débat des valeurs » organisé par le magazine Valeurs actuelles et l'association Les Éveilleurs, issue de La Manif pour tous, où participent les principaux candidats, ou leurs représentants, à la présidentielle du centre, de la droite et de l'extrême droite,. Il explique de façon humoristique que l'objectif qui lui est assigné par Valeurs actuelles est que les gens « passent un bon moment et qu’à la fin tout le monde rentre à la maison en se disant : “Au fond, Zemmour a raison”. »

## Analyse de son jeu

### Style
Le style de Proust est un humour cynique, noir et mordant,. Le ton de sa voix, souvent monocorde, ainsi que le registre de son humour, le font comparer à Pierre Desproges. Cependant, au début de janvier 2015, il se distingue par un sketch émouvant lors de son habituelle chronique de la semaine dans l'émission Salut les Terriens ! sur Canal+, où il rend hommage aux victimes de l'attentat contre Charlie Hebdo,.

### Sources d'inspiration
Si Gaspard Proust ne cite jamais d'humoristes comme influences, il évoque en revanche dans de nombreuses interviews sa grande admiration pour le livre Les Frères Karamazov de Fiodor Dostoïevski, notamment sa fascination pour la figure du père, Fiodor Pavlovitch, dont il s'est inspiré pour son double de scène : « Un type d'une mauvaise foi assumée, qui appuie sans cesse sur ce qui fait mal, devant des gens qui ne le supportent plus ».

## Résumé de carrière

### Comédien au théâtre
- 2012 : Inconnu à cette adresse de Kressmann Taylor, adapté par Michèle Lévy-Bram au théâtre Antoine.
- 2022 : Demain la revanche de Sébastien Thiéry, mise en scène par Ladislas Chollat au théâtre Antoine[33].

### Interprète de spectacles
- 2008 : Sous-développé affectif, théâtre Popul'air du Reinitas et théâtre La Loge (La Petite Loge d'aujourd'hui).[réf. souhaitée]
- 2010 : Enfin sur scène ?, Studio des Champs-Élysées et La Cigale[34],[35].
- 2011-2014 : Gaspard Proust Tapine, théâtre du Rond-Point[36], théâtre du Châtelet, théâtre Montparnasse et théâtre de la Madeleine en 2014 (forme aboutie de Sous développé affectif et Enfin sur scène).[réf. souhaitée]
- 2016-2019 : Nouveau spectacle à la Comédie des Champs-Élysées fin 2016[37], au théâtre Antoine fin 2017 puis, avec une nouvelle version du nouveau spectacle, en tournée en 2018-2019 incluant (pour la première fois) un passage à L'Olympia à Paris pour dix dates du 11 au 23 décembre 2018.[réf. souhaitée] Dernières à la Comédie des Champs-Élysées de septembre 2019 à avril 2020[38].
- 2018-2019 : Je n'aime pas le classique, mais avec Gaspard Proust j'aime bien !, le 29 août 2018 à Annecy (théâtre Bonlieu) dans le cadre du Festival musical d'Annecy (« Variations Inattendues »), le 13 octobre 2018 à Monaco (Grimaldi Forum), les 17 et 18 octobre 2018 à Boulogne-Billancourt (La Seine Musicale), le 2 février 2019 à Roubaix (Colisée), le 21 mai 2019 à Draguignan (théâtres en Dracénie), le 22 mai 2019 à Istres (théâtre de l'Olivier).[réf. souhaitée]
- 2021 : Dernier Spectacle, diffusé sur Prime Video[39].
- 2022 : Festival de Glanum 2022, 22 juillet. Site archéologique de Glanum (Saint-Rémy-de-Provence)[40].

### Filmographie (acteur)
- 2011 : Les Aventures de Philibert, capitaine puceau de Sylvain Fusée[41] : le troubadour
- 2011 : Fuck UK de Benoît Forgeard (court-métrage)
- 2012 : L'amour dure trois ans de Frédéric Beigbeder : Marc Marronnier
- 2013 : Des lendemains qui chantent de Nicolas Castro : Olivier Kandel
- 2016 : L'Idéal de Frédéric Beigbeder : Octave Parango[42]
- 2019 : Tanguy, le retour d’Étienne Chatiliez (Bruno Lemoine)

### Parcours à la radio
- 2009-2012 : participant occasionnel à l'émission de Laurent Ruquier, On va s'gêner, sur Europe 1
- 2022-2024 : chroniqueur dans la matinale d'Europe 1 de Dimitri Pavlenko

## Publications
- Mea Culpa, Paris, Plon, 208 p., 2023  (ISBN 978-2259313865)

## Distinctions
- Molières 2017 : Nomination pour le Molière de l'humour pour Nouveau spectacle
- Molières 2022 : Nomination pour le Molière de l'humour pour Nouveau spectacle

### Note
1. ↑  À l'époque de sa naissance, la République socialiste de Slovénie faisait partie de la République fédérative socialiste de Yougoslavie, dont elle a obtenu son indépendance le 25 juin 1991.